# Musée des tramways à vapeur et des chemins de fer secondaires français

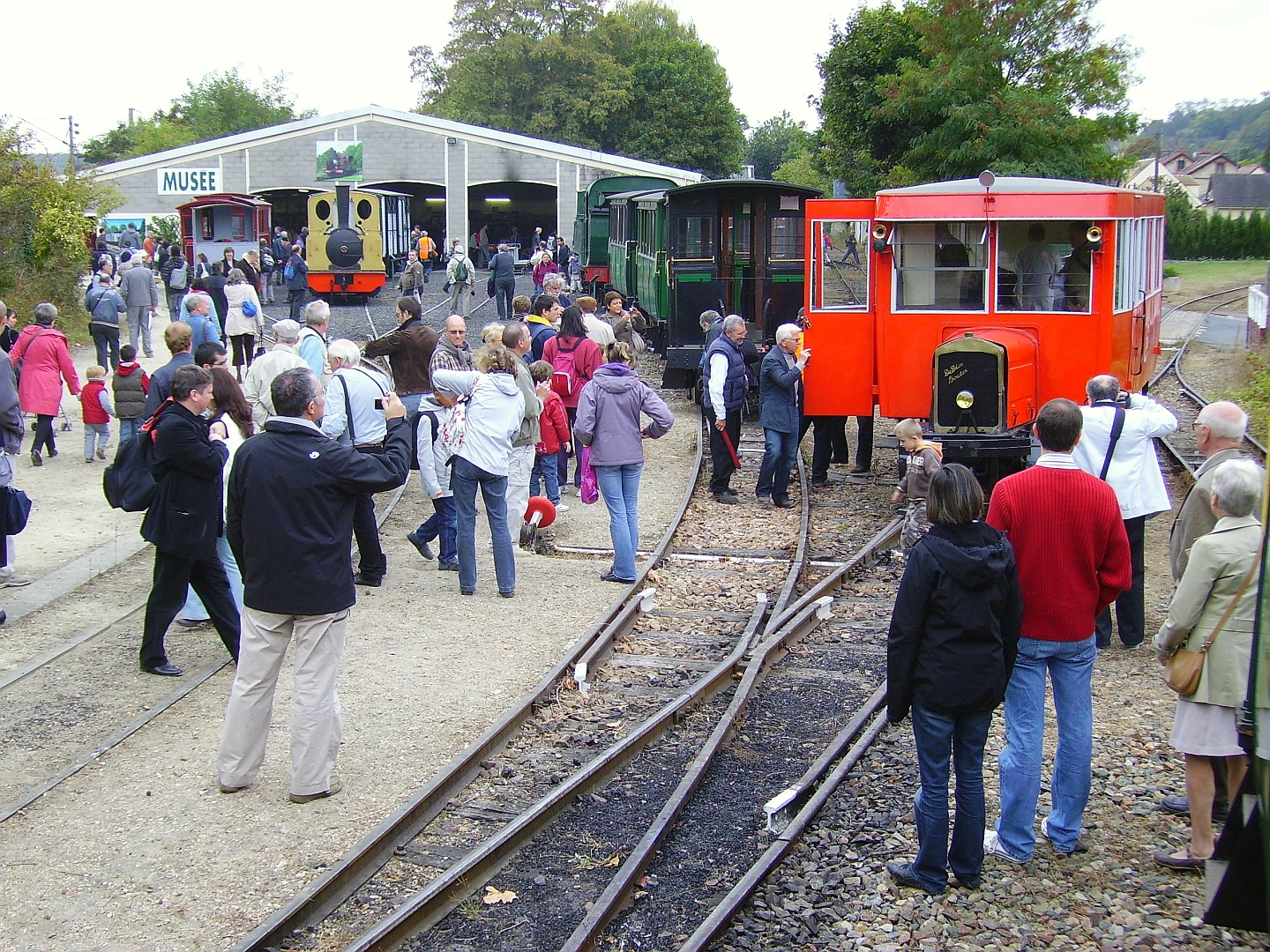
Museumsgelände 2009

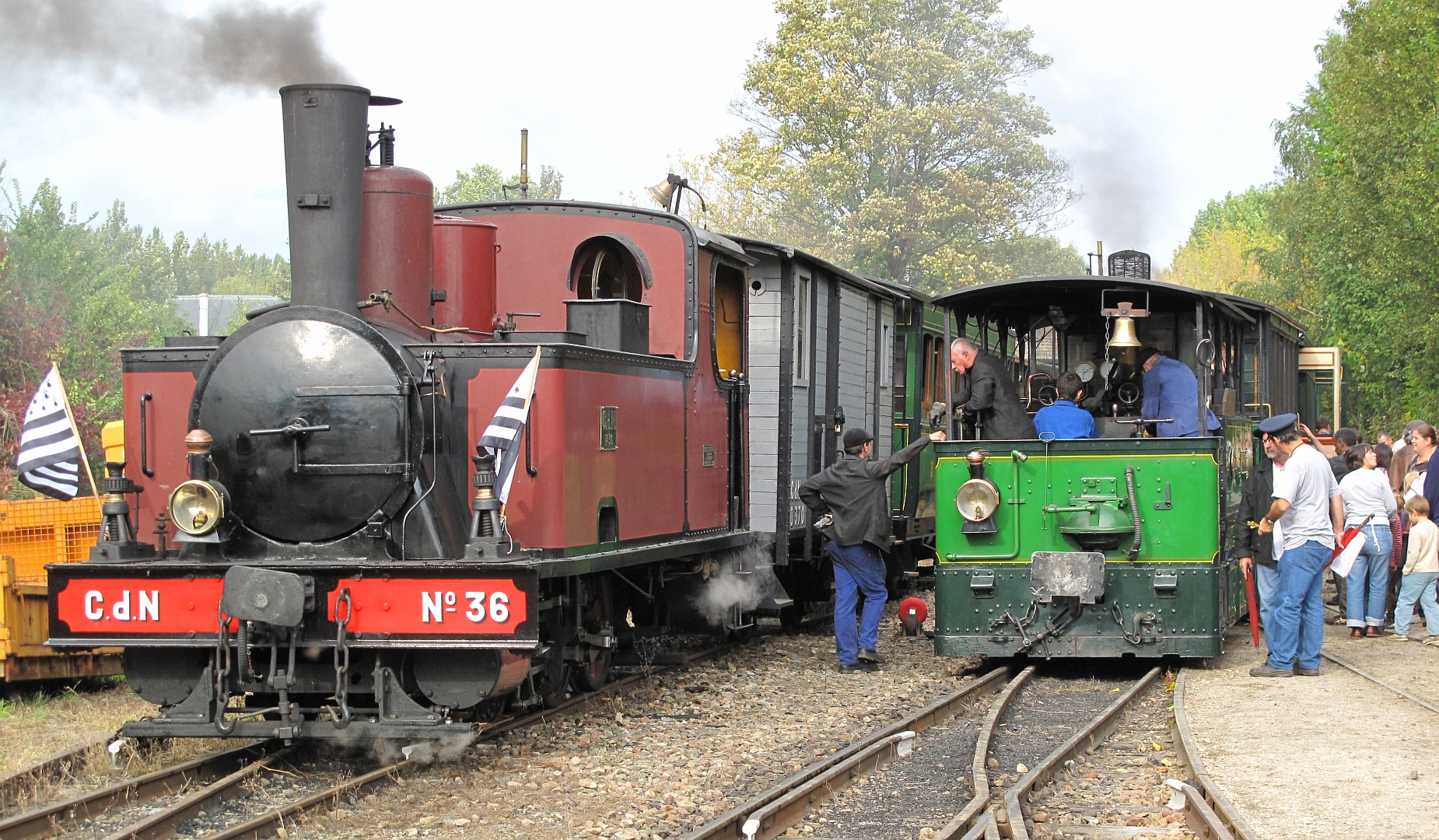
Dampfloks 36 und 60, 2010

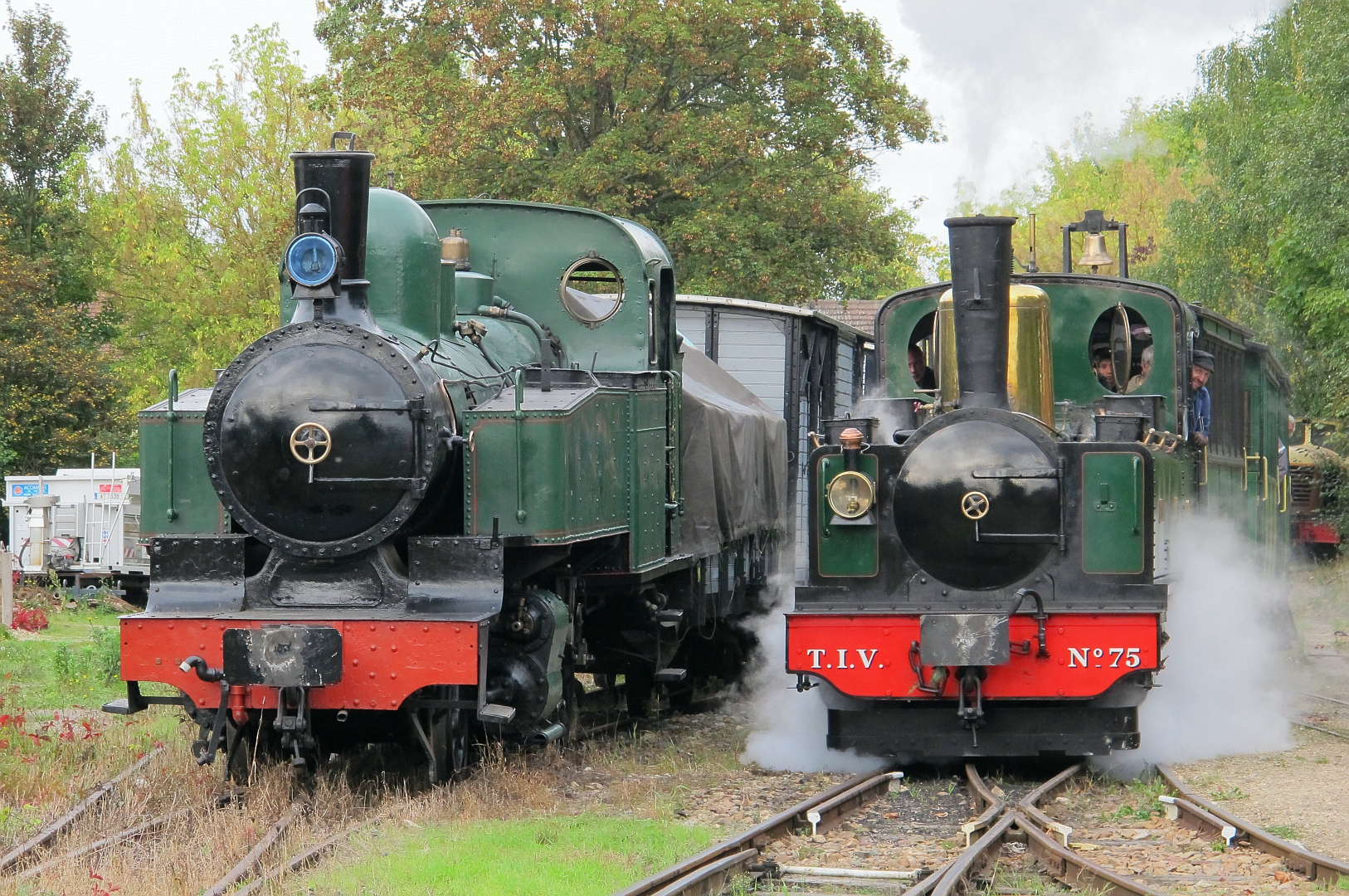
Dampfloks E96 und 75, 2013

Zukünftige Streckenführung

Das Musée des tramways à vapeur et des chemins de fer secondaires français ist ein Museum für französische Dampfstraßenbahnen und Nebenbahnen beim Bahnhof Valmondois in Butry-sur-Oise im Département Val-d’Oise, 30 Kilometer nördlich von Paris.

## Geschichte
Das Museum wurde 1976 gegründet und erhielt 1999 den heutigen Namen. Es sollte in die Gegend von Vexin umziehen, wo es einen größeren Lokschuppen und ein längeres Gleis gibt. Dieser Plan wurde 2009 aufgegeben. Stattdessen wird seit 2013 geplant, mit dem Museum und der Museumseisenbahn nach Crèvecœur-le-Grand umzuziehen.

## Ausstellungsstücke
Das von Olivier Janneau geleitete Museum zeigt etwa 5000 Besuchern pro Jahr zehn Dampfloks, fünf Dieselloks, 27 Personenwagen und etwa 30 Güterwagen. Es handelt sich um eine Sammlung von Eisenbahnfahrzeugen, die von den Mitgliedern des als Verein organisierten Museums restauriert und erhalten werden. Während der Saison können Fahrten auf einer einen Kilometer langen Schmalspurbahnstrecke mit einer Spurweite von 1000 mm gemacht werden, die den Spitznamen Chemin de fer des impressionnistes (Impressionistenbahn) hat.
Dreißig Fahrzeuge der Sammlung sind als Monuments Historiques gelistet.

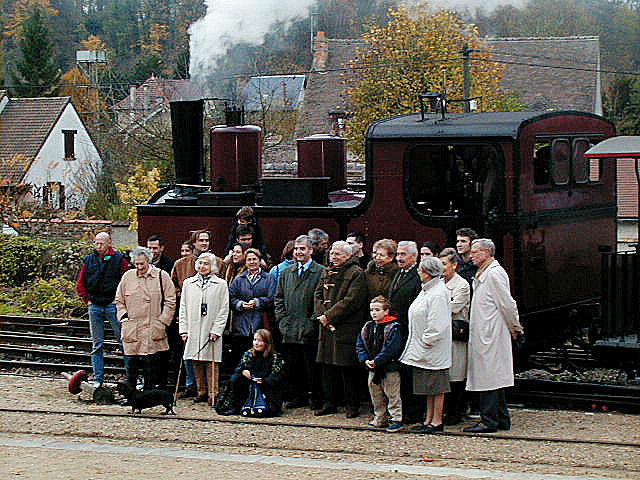
Die Familien Corpet and Louvet vor Lulu (2000)
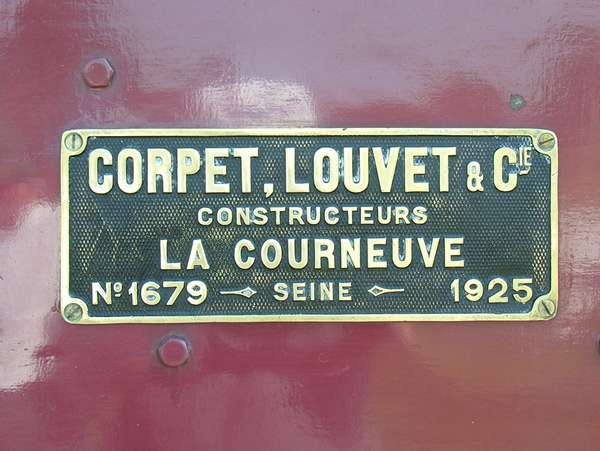
Plakette der Corpet-Louvet Nº 1679 von 1925
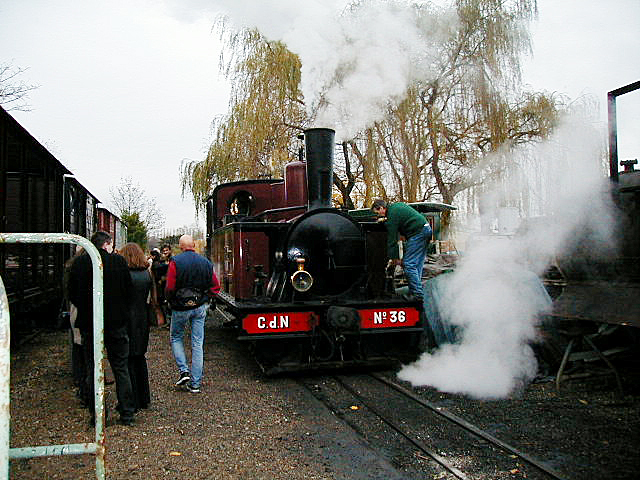
Die Nachfahren von Lucien Corpet vor Lulu (2000)
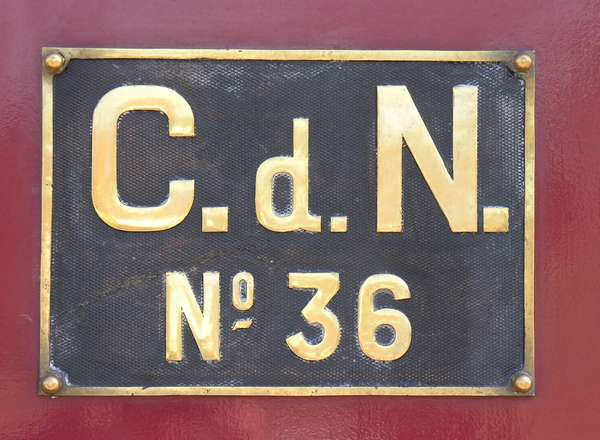
Plakette der Chemin de fer des Côtes-du-Nord Nº 36 Lulu
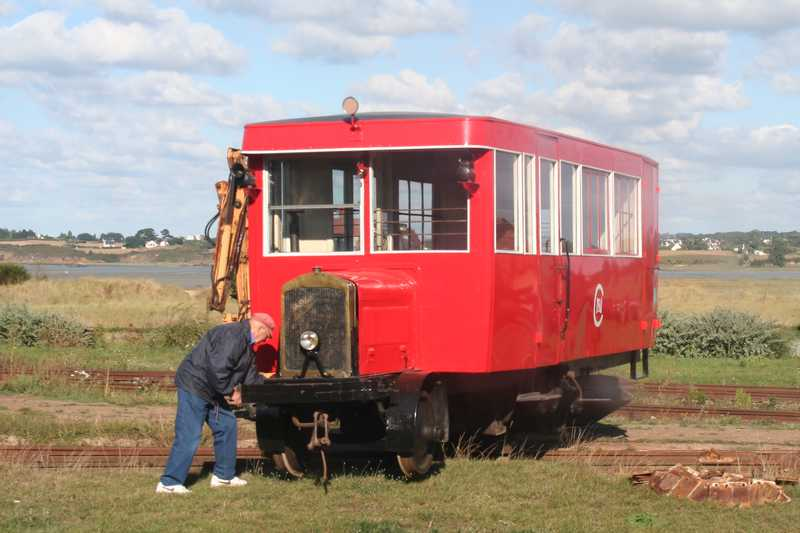
De Dion-Bouton JM4 Schienenbus Nº 11
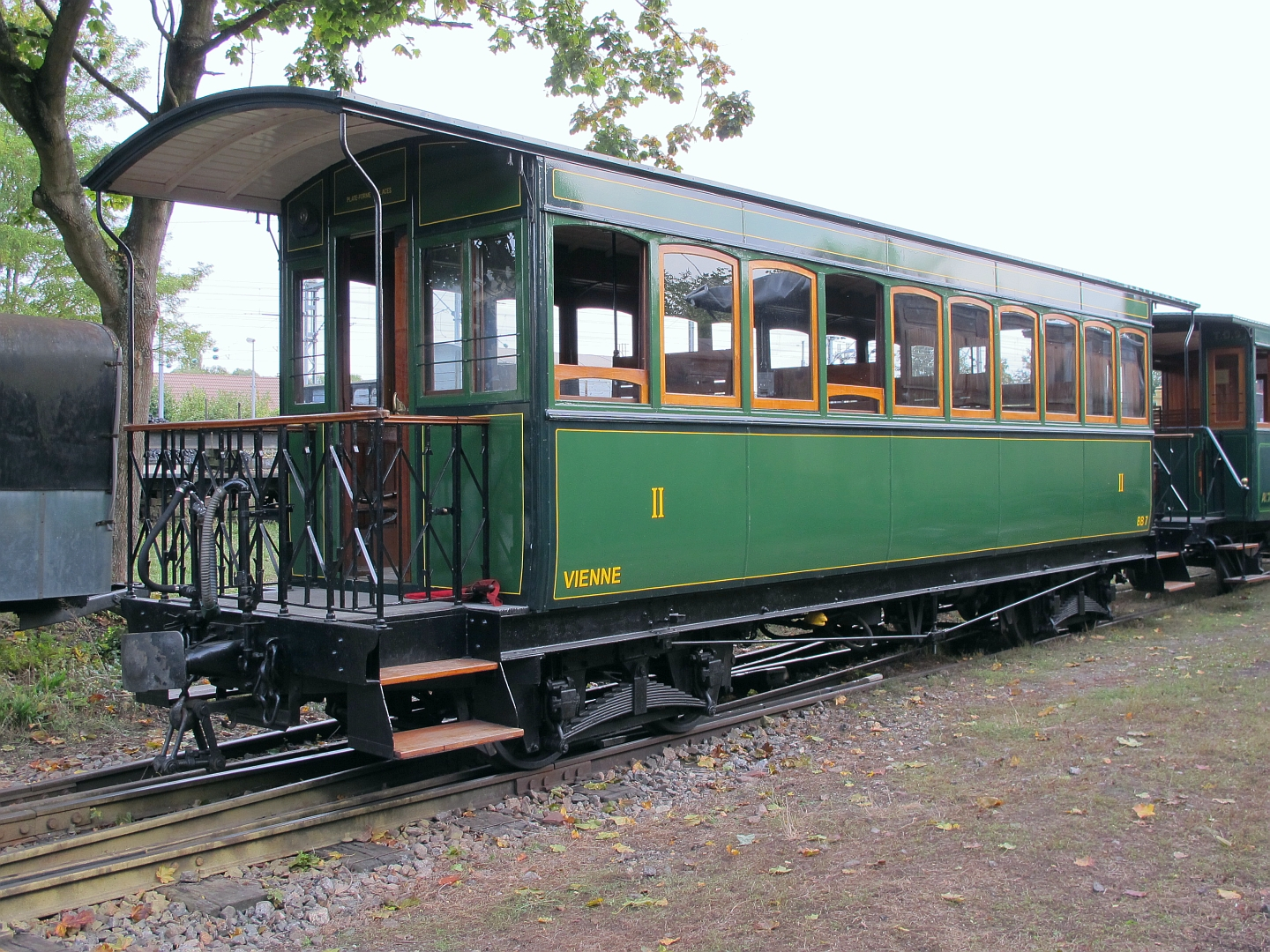
Personenwagen BB 7 der Voies ferrées économiques du Poitou
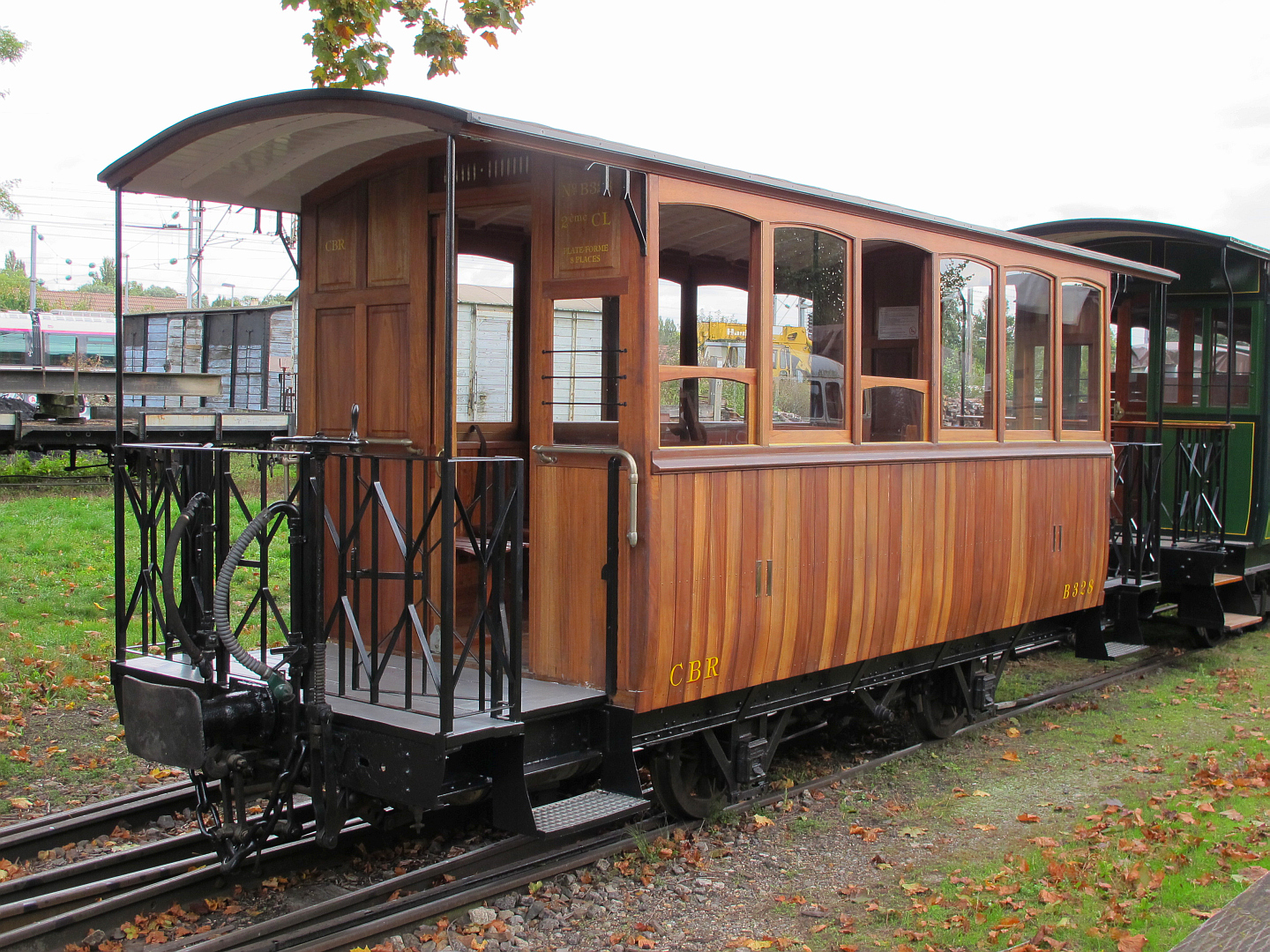
Personenwagen B 328 der Chemins de fer de la Banlieue de Reims
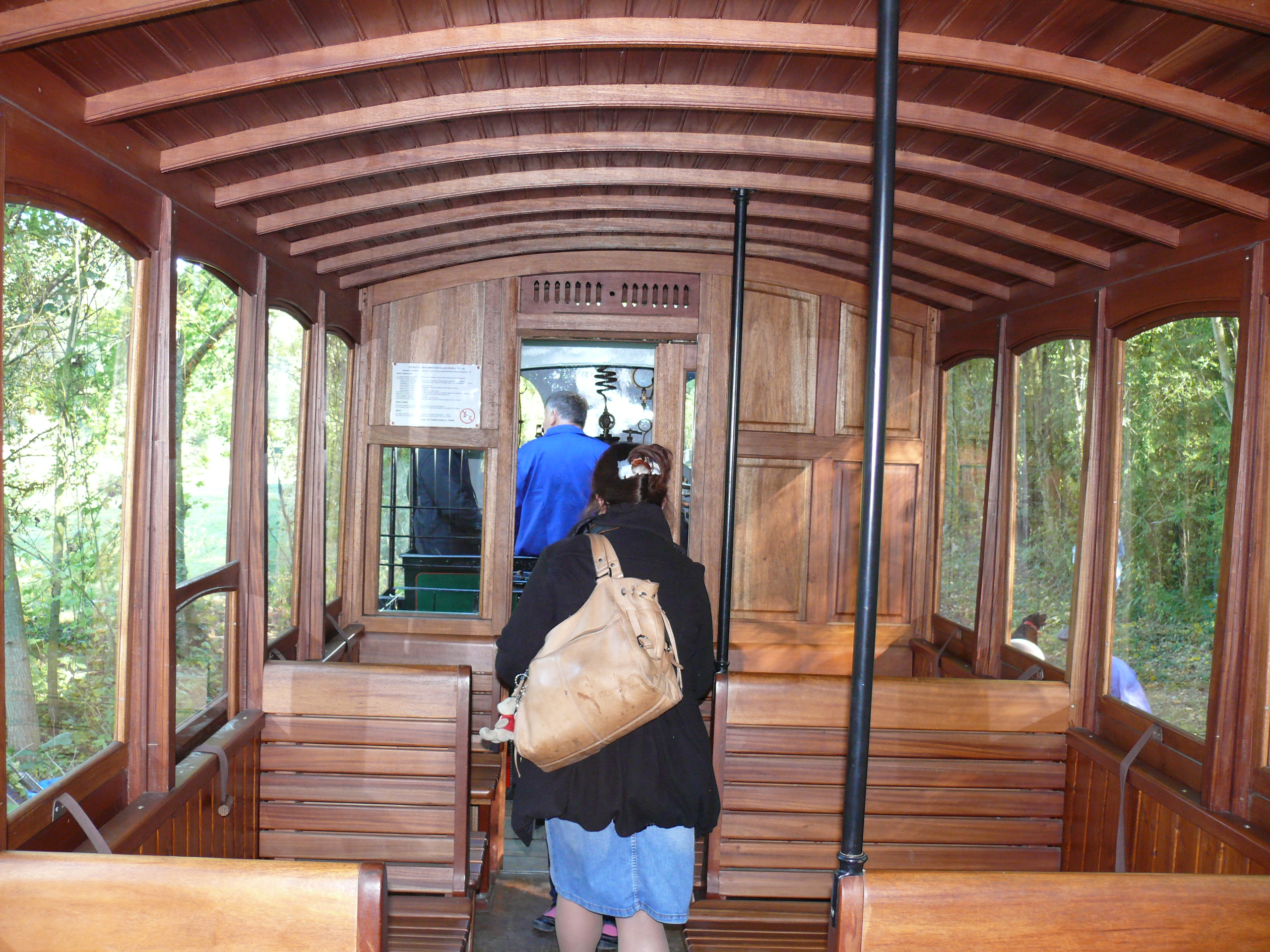
Interieur des Personenwagens B 328
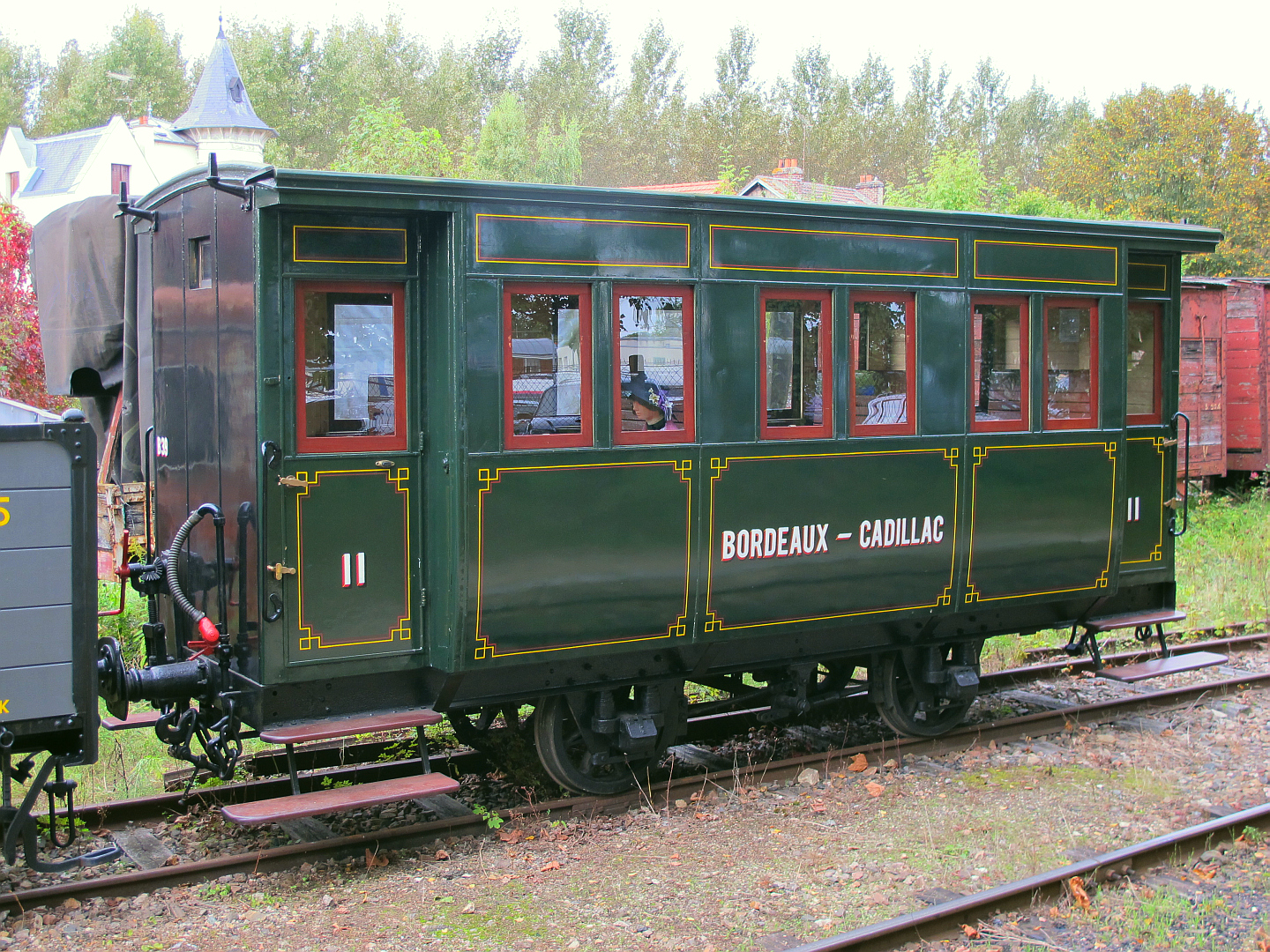
Personenwagen B 39 der Tramway de Bordeaux à Cadillac
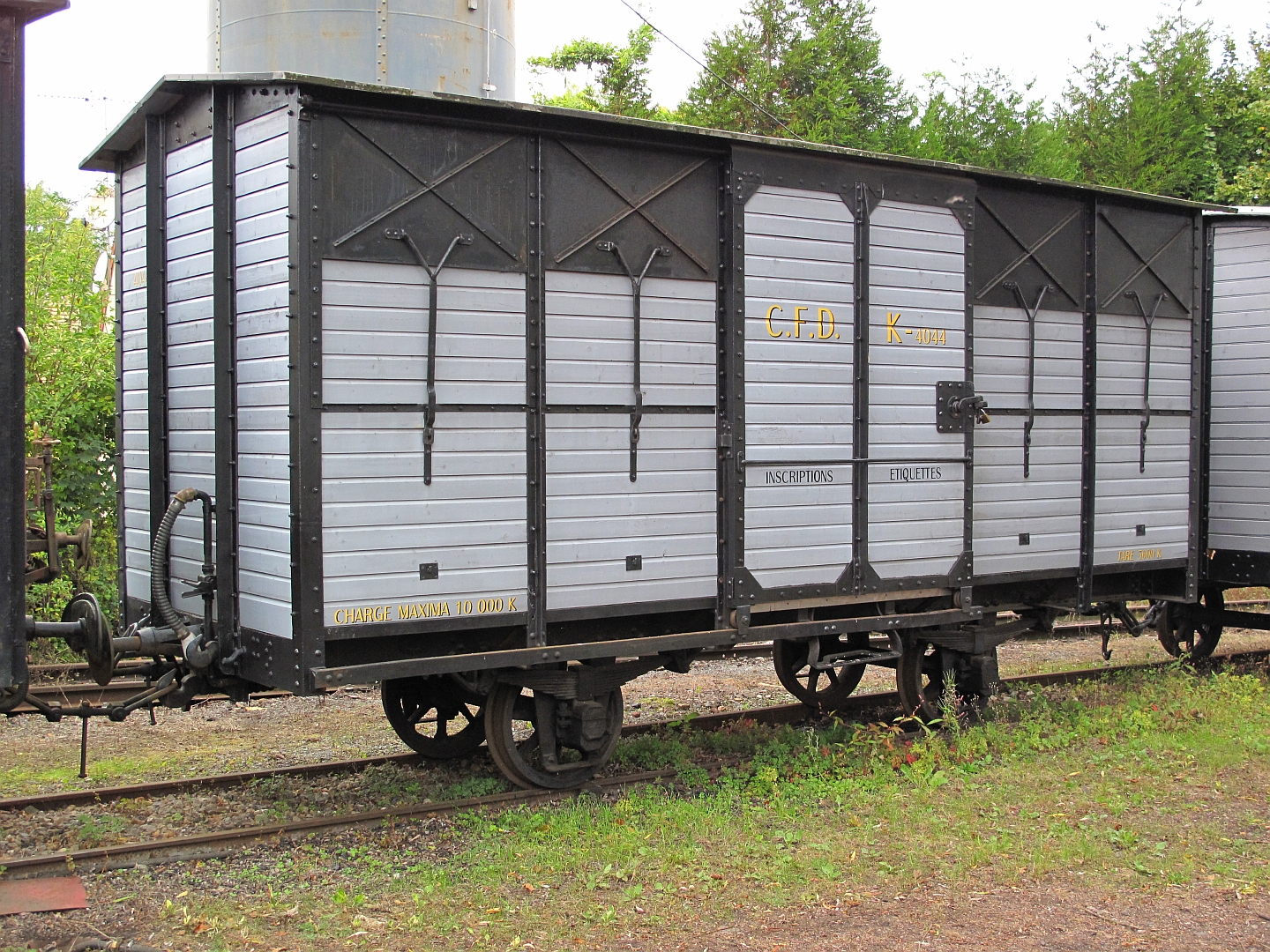
Güterwagen K 4044 der CFD Réseau du Vivarais
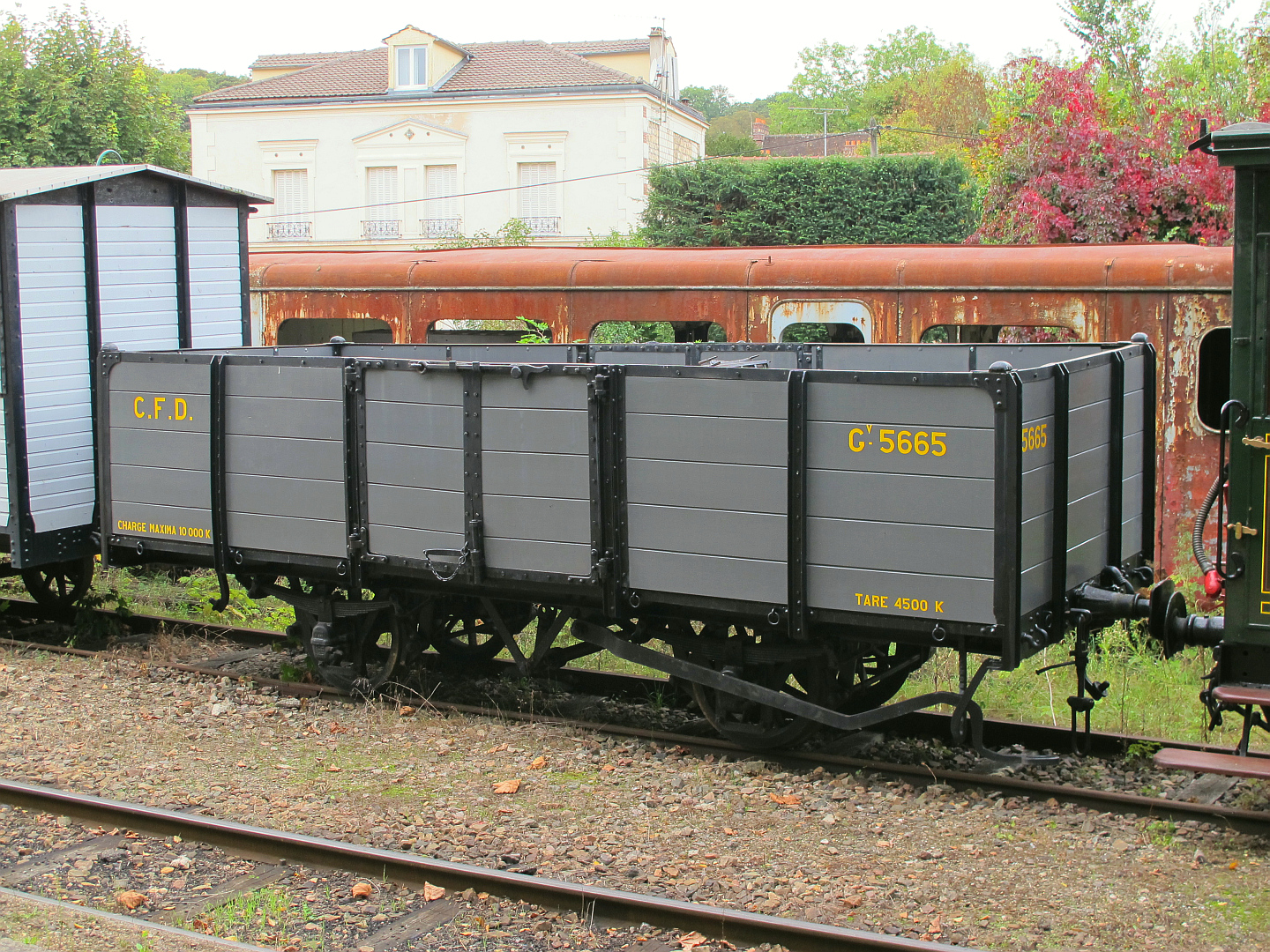
Güterwagen G 5665 der CFD Réseau du Vivarais
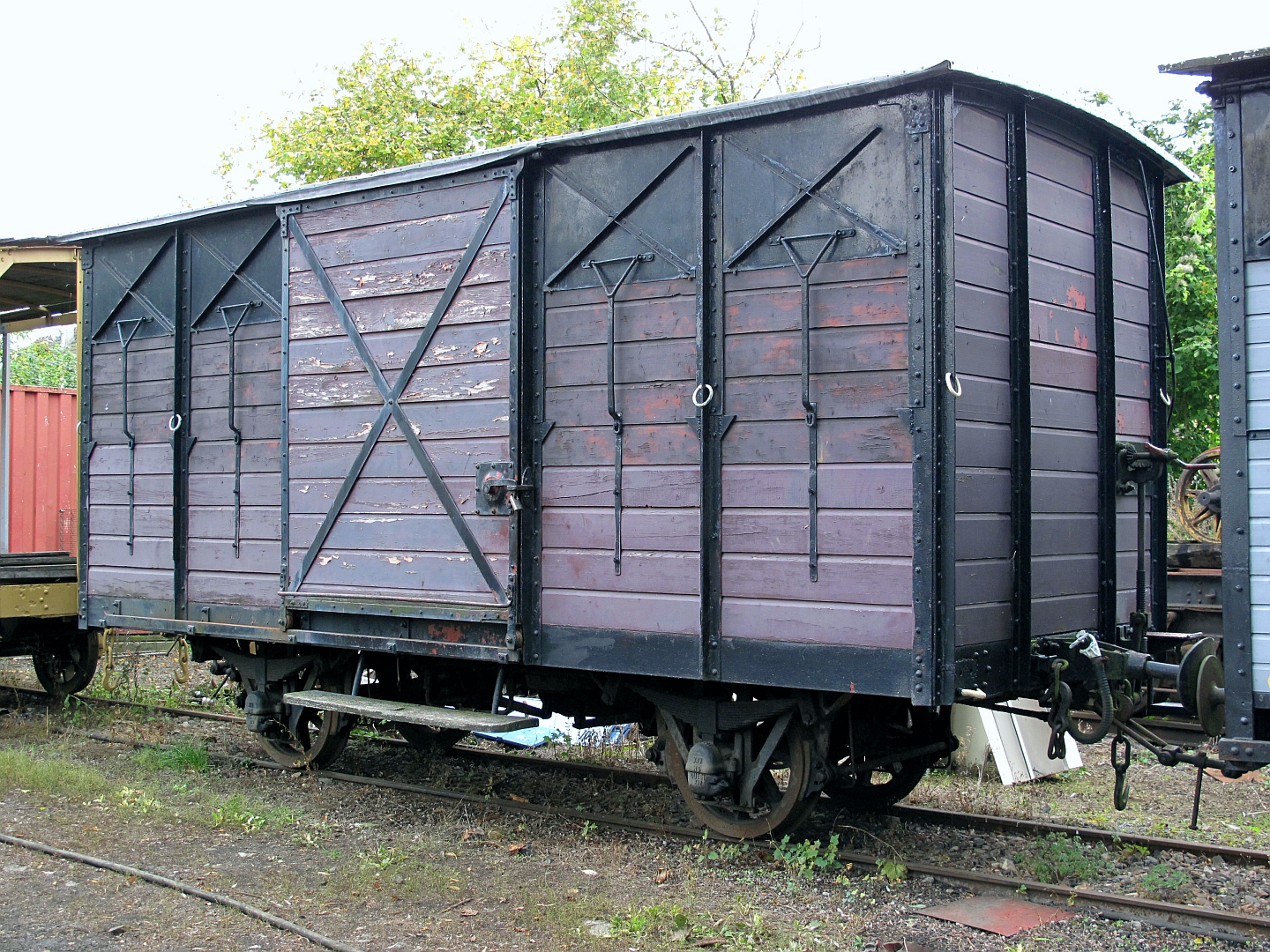
Güterwagen Kf 1457 der Réseau Breton

### Dampfloks
| MTVS Nr. | Name              | Achsfolge | Hersteller                                    | Serien-Nr. | Baujahr | Leermasse | Foto                       | Status            | Ursprung                                                                | Bemerkung |
| -------- | ----------------- | --------- | --------------------------------------------- | ---------- | ------- | --------- | -------------------------- | ----------------- | ----------------------------------------------------------------------- | --- |
| Nº 4     | Pierre Jansen     | 0-4-0T    | SLM Winterthur                                | 1891       | 1909    | 13,5 t    |                            | Ausstellungsstück | Tramway du Mont-Blanc                                                   | |
| Nº 2     | Venus             | 0-4-0T    | Corpet-Louvet                                 | 710        | 1898    | 8 t       |                            | wird restauriert  | Firma Piketty (Sandgruben)                                              | Monument historique                                                                                                  |
| Nº 26    |                   | 0-4-0T    | Corpet-Louvet                                 | 1673       | 1927    | 14,8 t    |                            | eingelagert       | Firma Paul Frot                                                         | |
| Nº 1     | Le Coucou         | 0-4-0T    | John Cockerill                                | 2691       | 1908    | 12 t      |                            | eingelagert       | Forges de Gueugnon                                                      | Vertikalkessel |
| Nº 16    | St Denis d'Orques | 0-6-0T    | Ateliers du Nord de la France, Blanc-Misseron | 19         | 1882    | 11 t      |                            | eingelagert       | Tramways de la Sarthe                                                   | |
| Nº 60    | La Ferté Bernard  | 0-6-0T    | Ateliers du Nord de la France, Blanc-Misseron | 213        | 1898    | 12,8 t    | Blanc-Misseron 0-6-0T n°60 | betriebsfähig     | Tramways de la Sarthe                                                   | Monument historique                                                                                                  |
| Nº 75    |                   | 0-6-0T    | Corpet-Louvet                                 | 1234       | 1909    |           |                            | betriebsfähig     | Tramways d'Ille-et-Vilaine                                              | Monument historique                                                                                                  |
| Nº 36    | Lulu              | 0-6-0T    | Corpet-Louvet                                 | 1679       | 1925    | 20,5 t    | Corpet-Louvet 0-6-0T n°36  | betriebsfähig     | Chemin de Fer des Côtes-du-Nord                                         | Monument historique. Für Fahrten auf der Chemins de fer de Provence an die GECP verliehen.                           |
| Nº 13    |                   | 2-6-0T    | SACM                                          | 7381       | 1924    |           | SACM 2-6-0T n°13           | Ausstellungsstück | Ligne Berck-Plage – Paris-Plage (B.P.)                                  | Ex. VFIL Pas-de-Calais, Ex. VFIL Oise. Monument historique                                                           |
| E96      |                   | 2-6-0T    | Orenstein & Koppel                            | 5755       | 1913    | 23 t      |                            | Ausstellungsstück | Linha do Vouga Nº 6, Portugal                                           | Für Decauville gebaut; baugleich wie die Loks Nº 121 bis 124 der CFD Charentes and Deux-Sèvres. Monument historique. |
| No° 12   |                   | 0-6-2T    | Schneider                                     |            | 1891    | 20 t      |                            |                   | Chemins de fer départementaux de la Côte-d'Or in Saint-Valery-sur-Somme | Stark verrostet |

### Dieselloks
| MTVS Nr.  | Hersteller                                 | Baujahr | Foto                   | Zustand          | Bemerkungen                                                                                                   |
| --------- | ------------------------------------------ | ------- | ---------------------- | ---------------- | --- |
| N° 102    | Compagnie de chemins de fer départementaux | 1948    |                        | wird restauriert | Typ C - Chemins de fer du Doubs. Auf dem Chassis der Lok 030 Corpet-Louvet N° (946/1903).                     |
| N° 103    | Compagnie de chemins de fer départementaux | 1948    | Diesellok CFD 103      | betriebsfähig    | Typ C - Chemins de fer du Doubs. Auf dem Chassis der Lok 130 Corpet-Louvet N°3 (1276/10).                     |
| N° LT1    | Brissonneau et Lotz                        | 1937    | Locotrateur Diesel LT1 | betriebsfähig    | Tramways des Deux-Sèvres (TDS). Mit Bauteilen der Lok 030 Blanc-Misseron N°16 (165/1896). Monument Historique |
| N° TE 400 | Decauville                                 | 20. Jh. |                        | In gutem Zustand | Von 1435 mm auf 1000 mm Spurweite umgespurt. Ehemals La Mine, musée du carreau Wendel                         |

### Elektroloks
| MTVS Nummer | Hersteller                            | Baujahr | Foto                 | Zustand          | Bemerkungen                                                                                |
| ----------- | ------------------------------------- | ------- | -------------------- | ---------------- | ------------------------------------------------------------------------------------------ |
| N° 2        | La Buire, Lyon                        | 1896    | La Buire, N° 2, Lyon | wird restauriert | 550 V Kleinbahn Pierrefitte–Cauterets–Luz                                                  |
|             | La Carrosserie Industrielle, Bordeaux |         |                      | betriebsfähig    | Typ B, 550 V. Ehemals Papeteries de Lancey (Isère). Mit einem Dieselgenerator ausgestattet |
| N° 10       | Sté Carde                             |         |                      |                  | Ehemals Tramways de Fontainebleau                                                          |
| N° 78       | TN BBC                                | 1928    |                      | In gutem Zustand | Strassenbahn Neuenburg (Schweiz).                                                          |

### Triebwagen und Schienenbusse
| MTVS-Nr. | Hersteller                | Baujahr | Foto                     | Zustand          | Bemerkungen                                                       |
| -------- | ------------------------- | ------- | ------------------------ | ---------------- | ----------------------------------------------------------------- |
| N° X 232 | Decauville                | 1939    | X 232 Decauville         |                  | Typ DXW. Ehemals Réseau Breton                                    |
| N° X 202 | De Dion-Bouton            | 1935    | X 202 De Dion-Bouton     |                  | Typ ND, (120/1935) der Compagnie de chemins de fer départementaux |
| N° 37    | Hannoversche Waggonfabrik |         |                          | wird restauriert | Ehemals Chemins de fer des Ardennes                               |
|          | Draisine Billard          | 1930    |                          | wird restauriert | Typ 4415. Von 1435 mm auf 1000 mm Spurweite umgespurt.            |
| N° 11    | De Dion-Bouton            | 1932    | De Dion-Bouton JM4 N° 11 | betriebsfähig    | Typ JM4 von 1932 der Chemins de fer des Côtes-du-Nord             |

## Öffnungszeiten
Das Museum ist von Anfang Mai bis zum ersten Wochenende im Oktober an Sonntagen von 14:30 Uhr bis 18:00 Uhr geöffnet.

## Adresse
Musée des Tramways à Vapeur et des chemins de fer Secondaires français
Place de la Gare
95430 Butry-sur-Oise